# Бурбон (виски)

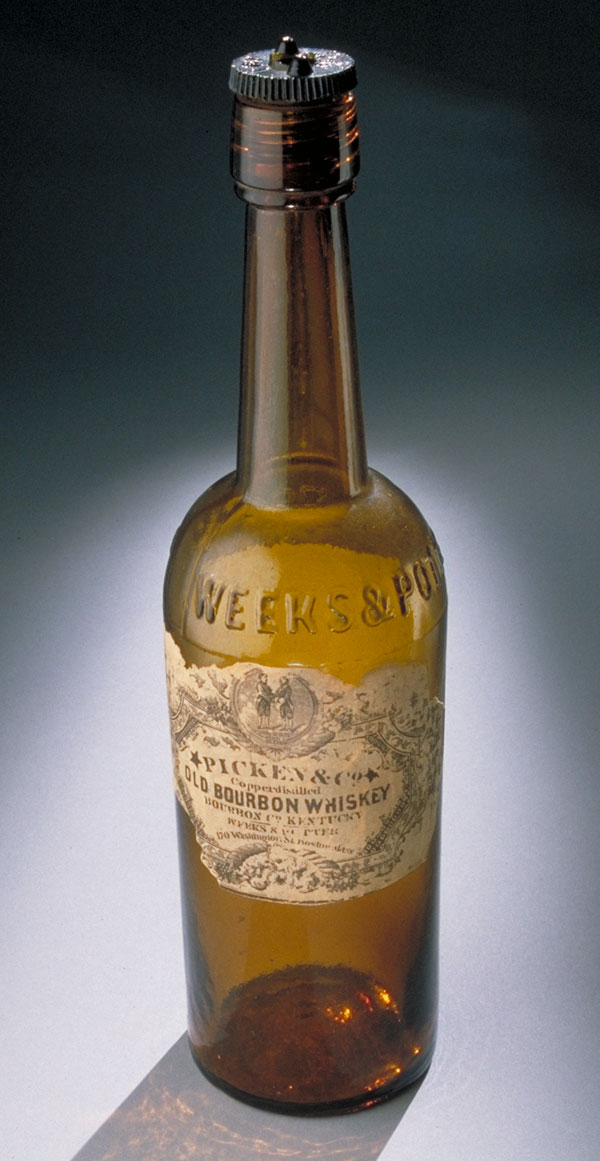
Бутылка бурбона (XIX век)

Бурбо́н — вид виски, производимый в США, преимущественно из кукурузы (не менее 51 %) и обладающий золотистым цветом и долгим послевкусием. Главное отличие бурбона от виски заключается в том, что основным сырьём для производства бурбона служит кукуруза, а не ячмень.
Самые известные и популярные марки американского бурбона — Four Roses, Wild Turkey, Jim Beam, Heaven Hill, Bulleit, Maker’s Mark.

## Производство бурбона

### Ингредиенты и процессы
Главные ингредиенты для приготовления бурбона — вода, кукуруза и дрожжи. Зерно перемалывается и разбавляется горячей водой. Смесь нагревается, и под воздействием ферментов крахмал зерна преобразуется в сахар, необходимый для начала брожения. Как только уровень сахара становится достаточным для начала брожения, запускается процесс спиртовой ферментации, и в смесь добавляются дрожжи, с помощью которых простой сахар (возникший из крахмала солода во время ферментации) превращается в спирт. Следующий шаг — дистилляция, во время которой ферментированное сусло нагревается в медных кубах — так производится очищенный спирт. Для дистилляции бурбона в готовом ферментированном сусле должно содержаться не менее 5-10 % спирта. Сусло подвергается двум отдельным перегонкам, которые повышают крепость спирта с 10 % до 65 %. Во время перегонки крепость алкоголя увеличивается, а вкус зерна и дрожжей сохраняется — появляется очень крепкий дистиллят, называемый «белая собака» (англ. White Dog). Такой дистиллят должен обладать привкусом сладкой кукурузы и не содержать сернистых запахов.

### После дистилляции
Очищенный перегонкой напиток хранится в бочках из американского дуба, обожжённых изнутри для придания напитку особого цвета и аромата. После розлива по бочкам бурбон выдерживается в сухих погребах. Свой неповторимый привкус бурбон приобретает после нескольких лет тесного взаимодействия с древесиной. В течение длинного жаркого лета в Кентукки (главный регион производства бурбона) дуб расширяется, и спирт впитывается в древесину, извлекая характерный аромат. Зимой температура в погребе падает, и дуб сжимается, выталкивая спирт обратно в полость бочки. Подобный процесс продолжается в течение нескольких лет, после чего напиток окончательно созревает, сохраняя сложный вкус и оттенки запаха.

### Технология обжига бочек
Главное отличие американских бочек для выдержки бурбона от европейских — структура дерева. Степень концентрации дубовых лактонов в древесине американского дуба гораздо выше, чем в европейском, и это обеспечивает появление в букете созревающего напитка интенсивных угольных, древесных или даже кокосовых оттенков.
Древесина дуба тщательно высушивается перед изготовлением бочки в течение минимум 2 недель. После дерево нагревают, чтобы оно приобрело пластичность. С помощью стальных обручей разного диаметра ему придают необходимую форму бочки, после чего обжигают, что позволяет древесному сахару в дубе кристаллизоваться, а необходимым ароматическим компонентам — высвободиться.
Перед наполнением бочки бурбоном производители обжигают форму ещё один раз уже изнутри. Существует 4 степени обжига: от легкой до сильной. При максимальном обжиге бочку обдают открытым пламенем в течение 55 секунд, в результате чего структура дерева начинает напоминать кожу аллигатора. Именно поэтому такой вид обжига получил название «Аллигатор». Этот метод позволяет напитку в течение выдержки максимально впитать вкус и аромат дуба.

## История

### Название
Четкая этимология термина «бурбон» не установлена. Считается, что понятие восходит к названию округа Бурбон, штата Кентукки, где, предположительно, в 1789 году был впервые создан напиток, и где базируется большинство нынешних производителей, таких как Wild Turkey, Four Roses, Jim Beam, Heaven Hill и др. По второй версии, термин унаследовал имя улицы Бурбон в сердце Нового Орлеана, штата Луизиана.
Оба географических наименования происходят от имени французской династии Бурбонов, правившей во Франции в 1589—1792 и 1815—1848 годах. В свою очередь их фамилия происходит от родового замка Бурбон в прежней провинции Бурбонне́ (фр. Bourbonnais, ныне департамент Алье). Это имя, в свою очередь, ассоциируется с галльским и кельтским божеством Борво (borvo, также вал. berw, «кипение», «пена», «бурление»), связанным с наступлением весеннего тепла.
Название было дано американскому округу Бурбон как дань благодарности французской королевской семье, в частности, Людовику XVI, который оказывал поддержку восставшим колонистам.

### Возникновение
История бурбона восходит к XVIII веку, когда напиток стали впервые производить в округе Бурбон штата Кентукки, США. Появление первой коммерческой дистиллерии датируется 1783 годом, когда Эван Уильямс открыл свое предприятие в Луисвилле, Кентукки, на берегах реки Огайо.
По одной из версий, своим появлением бурбон обязан пастору Элайдже Крейгу, который в 1789 году в городе Джорджтаун, Кентукки, начал дистиллировать этот напиток для прихожан. Считается, что именно ему пришла идея выдерживать перебродившую кукурузную «кашу» в бочках из-под рыбы, которые он обжигал изнутри, чтобы избавиться от специфического запаха. Со временем пастор заметил, что напиток, выдержанный в такой бочке, приобретает насыщенный и характерный вкус.
Согласно другой версии, создателем бурбона мог быть ученый из Кентукки, доктор Джеймс Кроу, который в начале XIX века первым начал использовать кукурузу в качестве основного сырья для виски, рекомендовал обжигать бочки изнутри и изобрел популярный сегодня метод «закваски» — англ. sour mash.

### Война за нравственность и налог на виски
В 1791 президентом Джорджем Вашингтоном на производство виски был введен высокий налог — новый акциз был создан в рамках программы министра финансов Александра Гамильтона по выплате внутреннего долга. Появление налога шло вразрез с интересами фермеров Пенсильвании, которые подняли восстание, отказываясь платить неподъёмный сбор. Восстание длилось три года: для подавления протестных настроений Джордж Вашингтон собрал ополчение против мятежников. Узнав о прибытии в Пенсильванию 15 тыс. вооруженных ополченцев во главе с президентом, фермеры прекратили восстание. Со временем винокурни мигрировали вглубь штата Кентукки, и с тех пор истинный бурбон производится только там.

### Джеймс Кроу и метод «закваски»
В 1823 в своей винокурне Pepper Distillery (сейчас — the Woodford Reserve Distillery) Кроу изобрел метод изготовления бурбона, получивший название «закваска» (sour mash). Суть метода состоит в том, что четверть кубового остатка от старой перегонки добавляют в свежее сусло, которое ещё не прошло этап брожения. Вкус бурбона в этом случае максимально стабилен и не меняется со временем. Кубовой остаток способствует удержанию pH на определённом уровне и контролирует рост дрожжей, препятствуя появлению инородных бактерий, которые бы могли изменить вкус напитка.

### Официальное наименование
Несмотря на то, что в округе Бурбон напиток производился уже десятилетиями, официально признанное название за бурбоном закрепилось только в 1840 году. Прежде его называли «виски округа Бурбон» (англ. Bourbon County Whiskey).

### 1861—1865 — виски и Гражданская война в США
Масштабы производства виски и бурбона значительно сократились во время Гражданской войны Севера и Юга: рядовые работники винокурен были вынуждены отправиться на фронт, и, кроме того, военные действия велись в главных регионах, где располагались дистиллерии, что делало изготовление виски невозможным.
Майор Бенджамин Блентон, построивший своё состояние во время Золотой лихорадки в Калифорнии и владевший землями в Колорадо, продал всё своё имущество, чтобы купить облигации и ценные бумаги Конфедерации. После падения Юга облигации обесценились, и Блентон обанкротился. Вскоре после этого он открыл небольшую винокурню в Кентукки (позднее — Stagg Distillery), которая начала производить бурбон Blanton’s Bourbon Whiskey.

### Семейная винокурня братьев Рипи
Братья Рипи основали винокурню неподалёку от Лоренсбурга ещё в 1869 году, она была перестроена в 1905 году и возобновила свою деятельность сразу после сухого закона в США. Рипи положили начало долгой традиции производства виски: их бурбон был выбран из 400 других видов как представитель от штата Кентукки на Международной ярмарке в 1893 году.
Сейчас эта винокурня — производитель бурбона «Wild Turkey» уже в течение 75 лет.

### Истинный дух Америки
В 1964 году Конгресс США провозгласил бурбон национальным достоянием и главным напитком Америки. Именно в это время на высшем уровне были официально утверждены стандарты, согласно которым напиток мог называться бурбоном. Сегодня установлены следующие требования:
- Напиток должен быть произведен исключительно на территории США;
- На долю кукурузы в смеси злаков, из которой производится бурбон, должно приходиться не менее 51 %;
- Напиток должен выдерживаться не менее 2 лет в новых обожженных бочках из американского дуба;
- Дистилляция должна происходить при не более чем 80 % об.;
- Розлив по бочкам при крепости не более 62,5 % об.;
- Розлив по бутылкам при крепости 40 % об или больше.

Бурбон, соответствующий данным требованиям, выдержанный в бочке не менее 2 лет, не содержащий красителей, ароматизаторов или других примесей, может называться «честным». Некоторые производители, например, Wild Turkey, берут за правило традицию выдерживать бурбон после розлива по бочкам в течение как минимум 5 лет, чтобы напиток максимально впитал аромат древесины, и вкус бурбона стал более насыщенным.
Чистый бурбон, чей срок выдержки составляет менее 4 лет, считается молодым и обязан содержать информацию о сроке на бутылке.

### Общенациональный месяц бурбона
В 2007 году Сенат США объявил сентябрь Национальным месяцем наследия бурбона, что стало большой честью для производителей этого напитка. Это событие послужило импульсом для создания ежегодного Фестиваля бурбона в Бардстауне, Кентукки, самом сердце «страны бурбона».

## Употребление бурбона
По закону запрещается добавлять в бурбон ароматизаторы или красители, однако он, тем не менее, имеет разнообразный вкусовой профиль, обычно характеризующийся нотами ванили, дуба, карамели и специй.
Бурбон подают разными способами, в том числе в чистом виде, разбавленный водой, со льдом («на камнях»), с колой или другими напитками в простых смешанных напитках и в коктейлях, включая Manhattan, Bourbon Smash, Old Fashioned, whiskey sour и mint julep. Бурбон также используется в кулинарии и исторически в лечебных целях. Премиальный качественный бурбон выдержкой не менее 4 лет принято пить без добавления льда или лишней воды. Молодой бурбон, который созревал от 2 до 4 лет, стоит разбавить колотым льдом, чтобы сгладить резкость напитка.
Бурбон можно использовать в различных кондитерских изделиях, таких как банановый сироп из бурбона для вафель, в качестве ароматизатора для шоколадного торта или в десертах на фруктовой основе, например, в десертах с персиком на гриле, которые подают с соленой карамелью из бурбона или песочном тесте из коричневого сахара с подогретыми персиками из бурбона. Это дополнительный ингредиент в нескольких рецептах пирогов, традиционных для американской кухни, включая тыквенный пирог, где его можно комбинировать с коричневым сахаром и орехами пекан, чтобы сделать сладкую и хрустящую начинку для тыквенного пирога. Его также можно использовать в качестве вкусовой добавки в соусах для пикантных блюд, таких как песочные пироги с деревенской ветчиной, подаваемые с майонезом из бурбона, чили из бурбона по-Кентукки или стейки на гриле с фланга.

## Коктейли с бурбоном
Существует несколько культовых классических коктейлей на основе бурбона.

### «Олд фешен»
«Олд фешен» (англ. Old Fashioned — старомодный, на прежний манер) — коктейль-аперитив, который украшается цедрой и кожурой апельсина.
Ингредиенты:
- цедра апельсина
- бурбон
- сахарный сироп
- биттер

### «Манхэттен»
«Манхэттен» (англ. Manhattan) — классический коктейль, который подается в бокале-мартини и украшается коктейльной вишней.
Ингредиенты:
- вишня
- бурбон
- сладкий вермут
- биттер

### «Виски-сауэр»
«Виски-сауэр» (англ. Whiskey Sour) — винтажный американский коктейль с терпким вкусом, подаваемый со взбитым яичным белком.
Ингредиенты:
- биттер
- бурбон
- сахарный сироп
- свежевыжатый сок лимона
- яичный белок

### «Бульвардье»
«Бульвардье» (фр. Boulevardier) — «зимний» сладковатый коктейль с глубоким вкусом.
Ингредиенты:
- бурбон
- сладкий вермут
- кампари

### «Кентуккийский мул»
«Кентуккийский мул» (англ. Kentucky Mule) — фирменный коктейль кентуккийского дерби, отличающийся пряным освежающим вкусом.
Ингредиенты:
- мята и лайм
- бурбон
- сироп «Имбирь»
- сок лайма
- биттер
- содовая